# Courlon-sur-Yonne
Courlon-sur-Yonne és un municipi francès, situat al departament del Yonne i a la regió de Borgonya - Franc Comtat. L'any 2007 tenia 1.159 habitants.

## Demografia

### Població
El 2007 la població de fet de Courlon-sur-Yonne era de 1.159 persones. Hi havia 457 famílies, de les quals 131 eren unipersonals (49 homes vivint sols i 82 dones vivint soles), 161 parelles sense fills, 153 parelles amb fills i 12 famílies monoparentals amb fills.
La població ha evolucionat segons el següent gràfic:
Habitants censats

### Habitatges
El 2007 hi havia 591 habitatges, 468 eren l'habitatge principal de la família, 100 eren segones residències i 23 estaven desocupats. 574 eren cases i 15 eren apartaments. Dels 468 habitatges principals, 413 estaven ocupats pels seus propietaris, 39 estaven llogats i ocupats pels llogaters i 15 estaven cedits a títol gratuït; 1 tenia una cambra, 34 en tenien dues, 97 en tenien tres, 143 en tenien quatre i 193 en tenien cinc o més. 339 habitatges disposaven pel capbaix d'una plaça de pàrquing. A 206 habitatges hi havia un automòbil i a 203 n'hi havia dos o més.

### Piràmide de població
La piràmide de població per edats i sexe el 2009 era:
| Homes | Edats   | Dones |
| ----- | ------- | ----- |
| 0     | 95 o +  | 0     |
| 4     | 90 a 94 | 4     |
| 0     | 85 a 89 | 8     |
| 12    | 80 a 84 | 8     |
| 24    | 75 a 79 | 24    |
| 40    | 70 a 74 | 40    |
| 24    | 65 a 69 | 20    |
| 24    | 60 a 64 | 28    |
| 8     | 55 a 59 | 16    |
| 28    | 50 a 54 | 20    |
| 60    | 45 a 49 | 40    |
| 17    | 40 a 44 | 41    |
| 20    | 35 a 39 | 32    |
| 52    | 30 a 34 | 32    |
| 28    | 25 a 29 | 32    |
| 32    | 20 a 24 | 8     |
| 28    | 15 a 19 | 24    |
| 32    | 10 a 14 | 28    |
| 8     | 5 a 9   | 52    |
| 32    | 0 a 4   | 20    |

## Economia
El 2007 la població en edat de treballar era de 707 persones, 522 eren actives i 185 eren inactives. De les 522 persones actives 466 estaven ocupades (255 homes i 211 dones) i 56 estaven aturades (24 homes i 32 dones). De les 185 persones inactives 61 estaven jubilades, 64 estaven estudiant i 60 estaven classificades com a «altres inactius».

### Ingressos
El 2009 a Courlon-sur-Yonne hi havia 468 unitats fiscals que integraven 1.162 persones, la mediana anual d'ingressos fiscals per persona era de 18.656,5 €.

### Activitats econòmiques
Dels 34 establiments que hi havia el 2007, 1 era d'una empresa extractiva, 1 d'una empresa alimentària, 1 d'una empresa de fabricació d'altres productes industrials, 7 d'empreses de construcció, 10 d'empreses de comerç i reparació d'automòbils, 3 d'empreses de transport, 3 d'empreses d'hostatgeria i restauració, 1 d'una empresa d'informació i comunicació, 1 d'una empresa immobiliària, 4 d'empreses de serveis i 2 d'empreses classificades com a «altres activitats de serveis».
Dels 13 establiments de servei als particulars que hi havia el 2009, 1 era una oficina de correu, 1 taller de reparació d'automòbils i de material agrícola, 2 paletes, 1 fusteria, 1 lampisteria, 1 electricista, 2 empreses de construcció, 1 perruqueria, 2 restaurants i 1 saló de bellesa.
Dels 4 establiments comercials que hi havia el 2009, 1 era una botiga de més de 120 m², 2 fleques i 1 una fleca.
L'any 2000 a Courlon-sur-Yonne hi havia 14 explotacions agrícoles que ocupaven un total de 608 hectàrees.

## Equipaments sanitaris i escolars
El 2009 hi havia 1 escola maternal integrada dins d'un grup escolar amb les comunes properes formant una escola dispersa i 1 escola elemental integrada dins d'un grup escolar amb les comunes properes formant una escola dispersa.

## Poblacions més properes
El següent diagrama mostra les poblacions més properes.